# Jasenice (Tschechien)

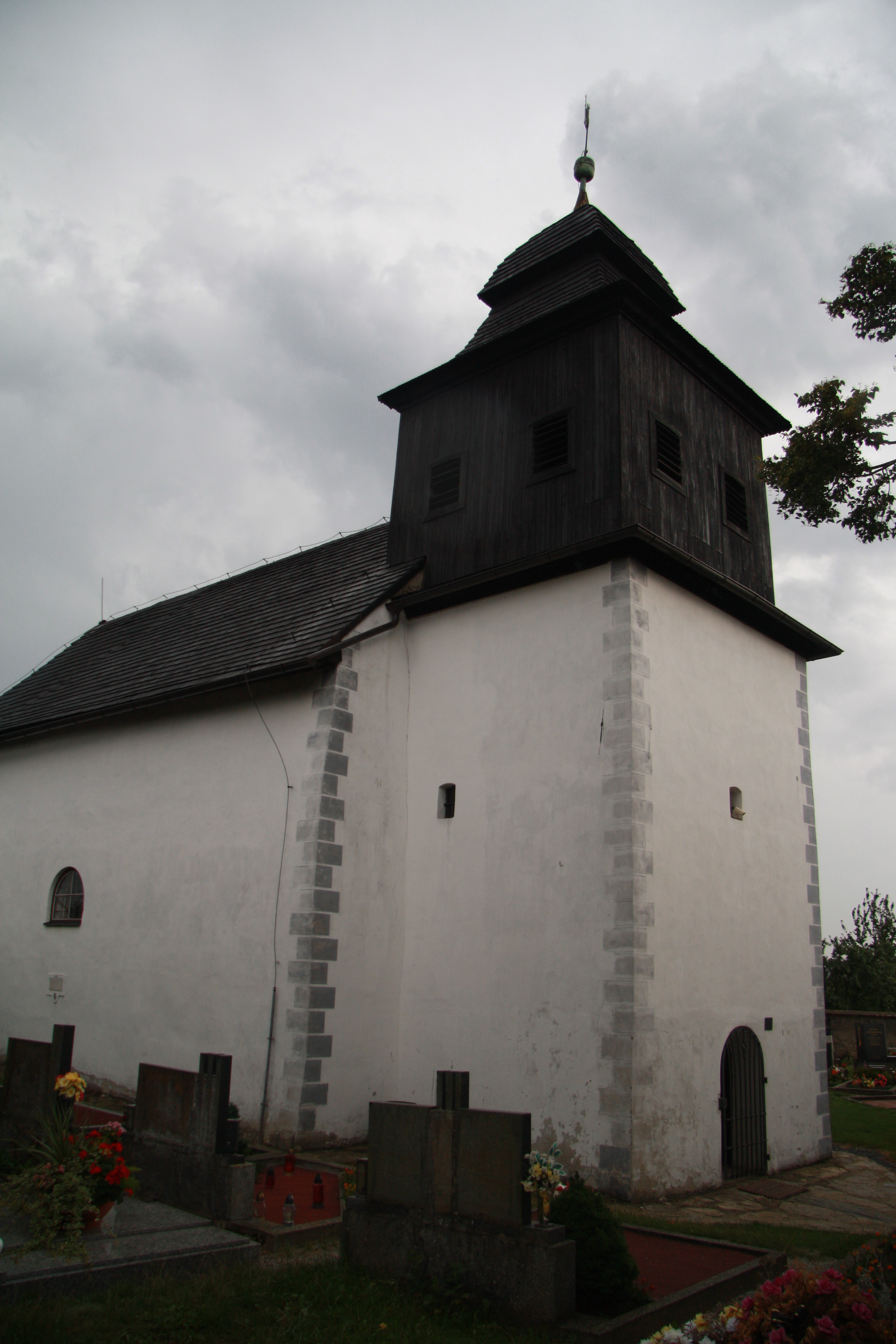
Kirche des hl. Clemens

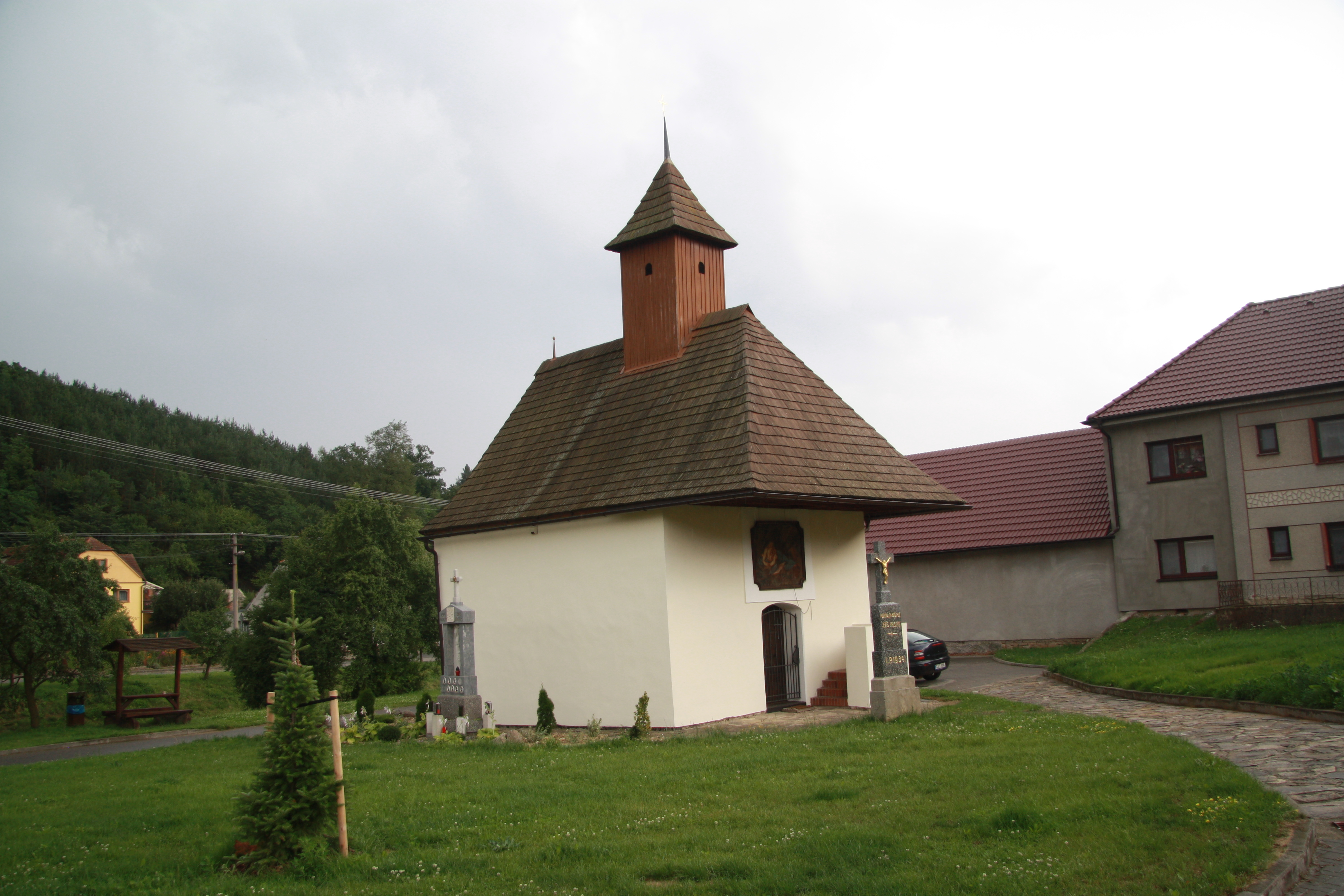
Kapelle der hl. Maria Magdalena

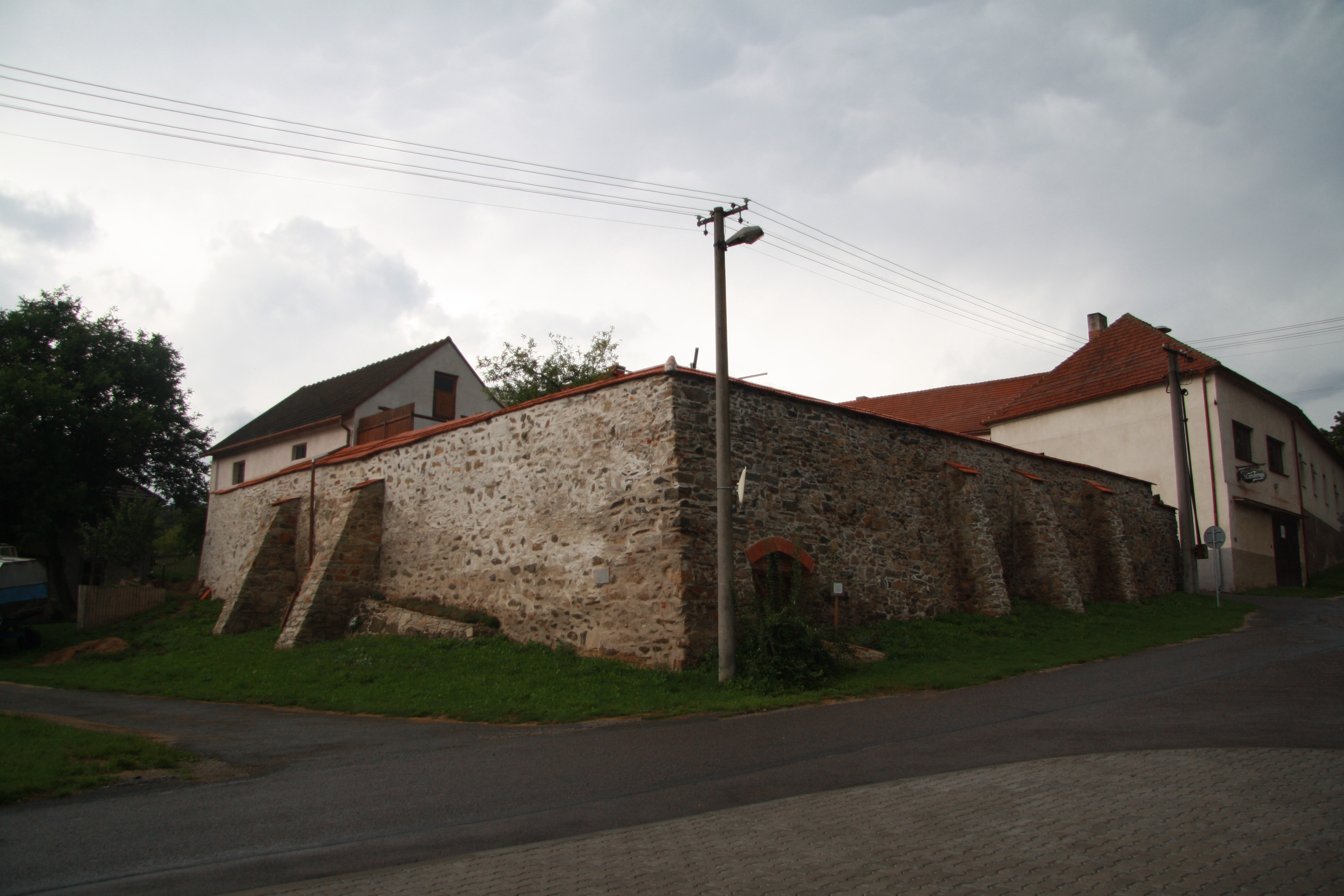
Torso der Feste

Jasenice (deutsch Jassenitz, 1939–45 Jasenitz) ist eine Gemeinde in Tschechien. Sie liegt sechs Kilometer südwestlich von Velká Bíteš und gehört zum Okres Třebíč.

## Geographie
Jasenice befindet sich in den Ausläufern der Křižanovská vrchovina (Krischanauer Bergland) im Süden der Böhmisch-Mährischen Höhe. Das Dorf erstreckt sich im Tal des Baches Jasinka, dem im Oberdorf die Jelenka zufließt. Durch den Ort führt die Staatsstraße II/392 zwischen Velké Meziříčí und Kralice nad Oslavou. Nördlich erhebt sich der na Dlouhých (493 m n.m.), im Süden die Kobelčiny (457 m n.m.) sowie nordwestlich der Na Hložcích (484 m n.m.) und der Koní vrch (526 m n.m.). 
Nachbarorte sind Březka im Norden, Nové Sady, Jestřabí und Jindřichov im Nordosten, Krokočín im Osten, Pucov im Südosten, Důl Pucov und Jedov im Süden, Jasinka, Naloučany, Ocmanice, Čikovská Myslivna, Naloučanský Mlýn und Zahrádka im Südwesten, Pyšel und Vaneč im Westen sowie Čikov und Holubí Zhoř im Nordwesten.

## Geschichte
Die erste schriftliche Erwähnung von Jessenycz erfolgte 1353 als Sitz der gleichnamigen Vladikenfamilie. Im Jahr darauf wurde ein Pleban in Jessenicz erwähnt. Der größte Teil des Dorfes gehörte zu dieser Zeit zum Gut Tasov. Im Jahre 1398 verkaufte Hinz von Jessonicz einen Freihof an Andreas von Gestřeby; 1408 erwarb er die Jessoniczer Anteile der Brüder Sezema und Jan von Tasov einschließlich des halben Kirchenpatronats. 1466 ist Adam von Gesenicze als Besitzer nachweislich; er ist vermutlich der Stifter der Monstranz von 1473 mit den Wappen von Jasenice und Velká Bíteš, die sich heute im Besitzer der Stadt Velká Bíteš befindet. Ihm folgte 1494 Georg von Jiesenicz, der das Dorf mit Hof und Pfarre 1507 an Ctibor von Janowic veräußerte. Im Jahre 1552 gehörte das Gut dem Adam von Janowic; dessen Erbe Andreas Gesenicky von Janowic verkaufte das Dorf mit der Feste, dem Hof und der Pfarrei 1567 an Georg Wanecky von Gemnička. Heinrich Wanecky von Gemnička veräußerte 1594 das Gut Jesenice einschließlich sechs Zinsleuten in Studnice, vier in Vaneč und einem in Kamenná für 7000 Mährische Gulden an die Besitzerin des Gutes Vaneč, Anna Zámořická von Zámořice. Zdeněk Zámořický setzte 1603 testamentarisch seine Frau Katharina Dubská von Třebomyslice zur Erbin von Jesenicz ein. Diese vererbte das Gut 1643 ihrem zweiten Mann, Karl Grün von Stürzenberg. Wegen dessen Überschuldung wurde das Gut – bestehend aus dem Rittersitz, Pfarrei, Dorf, Hof, Schäferei und Gärten – am 1. Oktober 1649 durch den landrechtlichen Bevollmächtigten für 4410 Rheinische Gulden an den mährischen Oberstlandrichter Ferdinand Graf von Werdenberg verkauft, der es seiner Herrschaft Namiest zuschlug. Die Pfarrei erlosch im Jahre 1650, die Kirche wurde der Pfarrei Jeneschau zugeordnet. Im 18. Jahrhundert wandelte sich der Ortsname in Jassenitz (1718) bzw. Jasenitz (1794)
Im Jahre 1842 bestand das im Znaimer Kreis gelegene Dorf Jassenitz bzw. Jasenice aus 33 Häusern, in denen 212 Personen lebten. Im Ort gab es die Lokalkirche des hl. Märtyrers Clemens, die Kapelle der hl. Maria Magdalena sowie einen herrschaftlichen Meierhof mit Wohnung des Wirtschaftsverwalters und einer Mühle. Bis zur Mitte des 19. Jahrhunderts blieb Jassenitz der Fideikommissgrafschaft Namiescht untertänig.
Nach der Aufhebung der Patrimonialherrschaften bildete Jesenice / Jassenitz ab 1849 mit den Ortsteilen Březka, Jestřabí und Jindřichov eine Gemeinde im Gerichtsbezirk Namiest. Ab 1869 gehörte Jesenice zum Bezirk Trebitsch. Zu dieser Zeit hatte das Dorf 289 Einwohner und bestand aus 39 Häusern. Seit 1872 wurden Jesenice und Jasenice alternativ als tschechische Ortsnamen verwendet. 1882 nahm eine Dorfschule, in die auch die Kinder aus Jindřichov eingeschult waren, den Unterricht auf. Im Jahre 1886 erfolgte der Bau einer steinernen Brücke über die Jasinka. Březka, Jestřabí und Jindřichov lösten sich 1892 und bildeten die Gemeinde Březka. Im Jahre 1900 lebten in Jesenice 343 Personen; 1910 waren es 341. Ab 1908 wurde hauptsächlich Jasenice als Gemeindename verwendet, diese Namensform wurde 1924 amtlich. Zwischen 1909 und 1910 entstand ein neues Schulgebäude. Beim Zensus von 1921 lebten in den 53 Häusern der Gemeinde 351 Personen, darunter 347 Tschechen. 1929 wurde Jasenice elektrifiziert. Im Jahre 1930 bestand Jasenice aus 58 Häusern und hatte 345 Einwohner. Zwischen 1939 und 1945 gehörte Jasenice / Jasenitz zum Protektorat Böhmen und Mähren. 1948 wurde die Gemeinde dem Okres Velká Bíteš zugeordnet. Im Jahre 1950 hatte Jasenice 261 Einwohner. Im Zuge der Gebietsreform und der Aufhebung des Okres Velká Bíteš wurde die Gemeinde am 1. Juli 1960 dem Okres Třebíč zugewiesen. Beim Zensus von 2001 lebten in den 70 Häusern von Jasenice 213 Personen. Das ehemalige Schulgebäude wird heute als Sitz der Gemeindeverwaltung und Bücherei genutzt.

## Sehenswürdigkeiten
- Kirche des hl. Clemens, auf der Anhöhe östlich des Dorfes. Der ursprünglich spätromanische Bau entstand wahrscheinlich zwischen dem 10. und 12. Jahrhundert. Sie war bis 1780 das Ziel von Wallfahrten. Der Altar und die drei Glocken stammen aus dem 15. und 16. Jahrhundert. 1802 und 1844 erfolgten Umbauten.[5]
- Kapelle der hl. Maria Magdalena auf dem Dorfplatz. Der Überlieferung nach soll die Kapelle älter als die Kirche sein. Sie hatte ursprünglich die Gestalt einer Rotunde, in die zwei Stufen hinabführten. Seit 1320 sollten sich die Bewohner der Umgebung am Maria-Magdalenen-Tag hier zu einer Prozession versammelt haben. Der Grundherr Zdeněk Zámořický von Zámořice stiftete der Kapelle um 1590 ein Kapital von 1000 Mährischen Gulden, von denen jährlich 40 Gulden an den Pfarrer von Velké Meziříčí mit der Verpflichtung zur Teilnahme an der Prozession gingen. Nach der Gründung der Tschechoslowakei wurden 1919 drei Gedenklinden bei der Kapelle gepflanzt.[6]
- Feste Jasenice, seit 1567 urkundlich nachweisbar. Erhalten ist ein Torso.[7]
- Denkmal der Gefallenen des Ersten Weltkrieges, enthüllt 1929
- Mehrere Wegkreuze
- Jezevčí jeskyně (Dachshöhle) im Jasinkatal zwischen Jasenice und Jestřabí. Es handelt sich um den größtenteils verschütteten Zugang zu einem Eisenbergwerk, das in der zweiten Hälfte des 19. Jahrhunderts aufgegeben wurde. Die Verarbeitung der Erze erfolgte vermutlich in der Eichhornhütte bzw. den Hütten bei Nové Město. Unweit der Jezevčí jeskyně wurde eine Zeitlang eine Silbergrube betrieben.